# Ferdinando Mezzasoma
Ferdinando Mezzasoma (Roma, 3 agosto 1907 – Dongo, 28 aprile 1945) è stato un politico e giornalista italiano.
Fu vicesegretario del PNF e Ministro della cultura popolare nella RSI.

## Biografia
Nacque in una famiglia piccolo-borghese: il padre era un impiegato della Banca d'Italia a Perugia, città dove lui e la sua famiglia saranno costretti ad emigrare nel 1920. Al fine di aiutare finanziariamente la sua famiglia fece dei piccoli lavori manuali, che gli servirono anche a pagarsi gli studi, diplomandosi in ragioneria e poi laureandosi in economia e commercio.
Segretario dell'avvocato Amedeo Fani, quando questi viene nominato sottosegretario agli Esteri nel 1929 Mezzasoma lo segue. 

### Nel PNF
Nel 1931 aderì al Partito Nazionale Fascista e poco dopo venne nominato segretario dei Gruppi Universitari Fascisti (GUF) e membro del direttorio federale di Perugia (1932-1935). Apprezzato giornalista, iniziò a collaborare con alcune testate di regime (Dottrina fascista e Roma fascista ad esempio), in cui si firmava con lo pseudonimo di Diogene. Direttore dell'Assalto nel 1934 e condirettore di Libro e Moschetto, l'organo ufficiale dei GUF, nel 1937 pubblicò il volume Essenza dei GUF, distribuito capillarmente a tutte le organizzazioni giovanili inquadrate dal regime. Insegnò alla Scuola di Mistica Fascista.
Promosso alla carica di vicesegretario generale dei GUF nel 1935, due anni dopo entrò come membro di diritto nel direttorio nazionale del PNF (gennaio 1937), fino a quando il 23 febbraio 1939 venne nominato vicesegretario nazionale del partito, carica che ricoprì fino al marzo 1942. Dal 23 marzo 1939 al 2 agosto 1943 fu consigliere nazionale alla Camera dei fasci e delle corporazioni.. Allo scoppio della seconda guerra mondiale partì volontario per il fronte con la Francia nel 7º reggimento artiglieria della divisione Cremona, dove ricevette una medaglia di bronzo al valor militare.
Nel marzo 1942 fu nominato direttore generale della stampa italiana presso il ministero della cultura popolare.

### Nella RSI

Il ministro Mezzasoma inaugura l'anno culturale a Venezia, in mezzo al sottosegretario Alfredo Cucco e al plenipotenziario del Reich Rudolf Rahn

Contrario all'ordine del giorno Grandi del 25 luglio 1943, sosterrà Benito Mussolini anche nella Repubblica Sociale Italiana. Si trasferì a Salò, in Lombardia, dove Mussolini aveva fissato la sede del governo. Venne nominato Ministro della cultura popolare; entrò in carica il 23 settembre 1943.
Dopo alcuni dissidi con Junio Valerio Borghese (contrario alla soppressione del suo foglio personale Orizzonte), il 19 aprile 1945 si trasferì a Milano prendendo commiato dai suoi collaboratori, tra cui Giorgio Almirante allora capogabinetto del Ministero della cultura popolare. Catturato dai partigiani dopo un fallito tentativo di organizzare una resistenza in Valtellina assieme a Pavolini, fu fucilato a Dongo il 28 aprile insieme ad altri 16 gerarchi fascisti, portati il giorno dopo in Piazzale Loreto ed esposti alla folla sopraggiunta alla notizia della morte di Mussolini.